# Rete autobus di Amsterdam
La rete autobus di Amsterdam è un sistema di trasporto pubblico locale di Amsterdam, capitale dei Paesi Bassi, composto da 36 linee autobus gestite dalla società municipalizzata GVB.

## Storia

### Il servizio omnibus: dalla gestione privata alla municipalizzazione
Una prima linea omnibus urbana fu elaborata nel 1665 dal matematico Christiaan Huygens sul modello di quanto fatto nel 1662 da Blaise Pascal a Parigi, in Francia, con la "Carrosse à cinq sols". La linea terminò il servizio circa dieci anni dopo e non fu seguita nell'immediato da altre sperimentazioni. Il trasporto pubblico rimase quindi esercitato tramite slitte (in olandese: sleedjes) e carrozze dette vigilanten.
Nel 1839, con l'apertura della ferrovia Amsterdam-Haarlem, tornò l'omnibus su impulso della compagnia privata Jonker & Co, che costituì la Amsterdamsche Omnibus-Onderneming (AOO). Il servizio riscosse un discreto successo e a partire dal 1875 iniziò la conversione degli omnibus in tram a cavallo. Tuttavia la AOO a partire dal 1889 entrò in concorrenza con la neo-costituita Amsterdamsche Omnibus Maatschappij (AOM) che iniziò ad offrire un servizio analogo ma più economico che portò, intorno al 1891, al fallimento della AOO. Il servizio svolto dall'AOM sarà a sua volta rilevato dal comune nel 1900 con l'elettrificazione della rete tranviaria, portando alla nascita della Gemeentetram Amsterdam o GTA.
Il primo autobus a motore apparve nel 1908 su una linea sperimentale con lo stesso percorso della linea tranviaria 14. Tale esperimento ebbe comunque breve durata.

### La nascita del servizio automobilistico

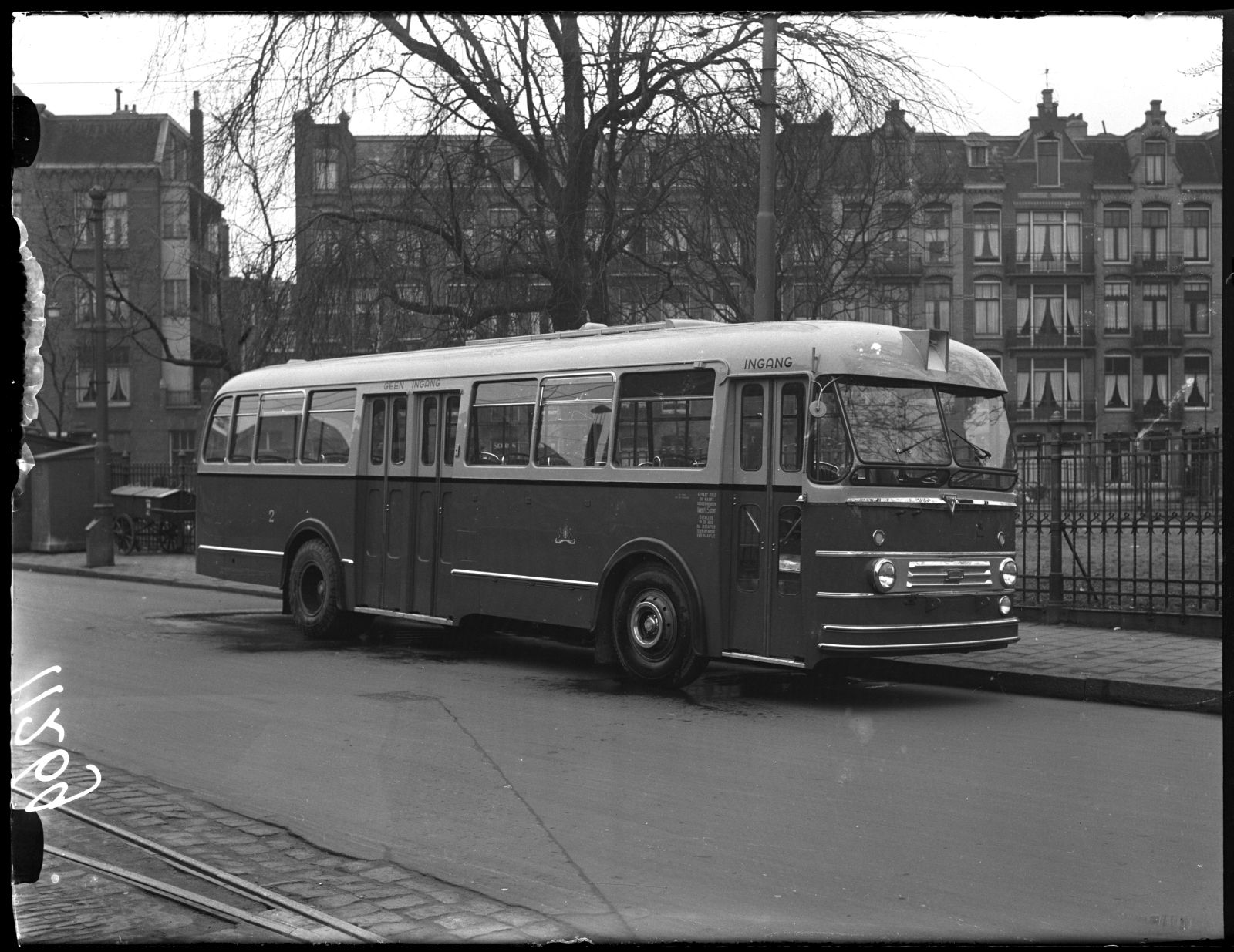
Autobus AEC Regal IV-Verheul in Bellamyplein, Amsterdam-West, 1953

Il servizio automobilistico tornò nel 1922 al fine di servire quelle aree dove non poteva giungere il tram come ad esempio nello stadsdeel Amsterdam-Oost, in particolare nel quartiere Watergraafsmeer. Le prime linee assunsero una denominazione alfabetica: la prima linea, la A, collegava il Leidsebosje al quartiere Watergraafsmeer e ricevette presto il soprannome di kraaienknip (letteralmente "taglio dei corvi"), visto che trasportava un gran numero di becchini al Nuovo cimitero orientale. La A fu seguita nel 1924 dalle linee B e C, da Beursplein ad Amsterdam-Noord, nel 1925 dalla D, che attraversava Watergraafsmeer e che dal 1927 fu affiancata dalla K, e nel 1939 dalla E, che collegava Amsterdam-Zuid con la stazione di Amsterdam Amstel.
Il consiglio comunale prese in considerazione alcune sostituzioni delle linee tranviarie con linee autobus; ad esempio, con l'espansione del quartiere Frederik Hendrikbuurt, si pensò di istituire una nuova linea autobus, che sarà tuttavia rimpiazzata dal prolungamento della linea 13 fino al Frederik Hendrikplantsoen. Si pensò anche di sostituire la linea 2, che necessitava di importanti lavori di manutenzione sull'armamento tranviario, con la l'autolinea E, tuttavia anche questa opzione fu scartata. L'unica linea tranviaria ad essere sostituita da un'autolinea fu quella che collegava Amsterdam all'allora comune di Sloten, rimpiazzata nel 1925 dalla linea G.
Nel corso degli anni '30 la rete non si espanse granché. Furono istituite le linee M e T, che ebbero comunque una breve durata, mentre nel 1937 fecero la loro comparsa due linea speciali: una per le gare di canottaggio all'Amsterdamse Bos mentre l'altra, nota come linea Ff, per gli stabilimenti della Ford nei pressi dell'Hembrug. Nel 1938 la linea tranviaria 19 fu sostituita da un'autolinea, che eccezionalmente mantenne il numero identificativo. Contestualmente tuttavia le linee A e K furono soppresse con il prolungamento della linea 9 fino a Watergraafsmeer.